# Železniční viadukt v Obřanech
Železniční viadukt na rozhraní Maloměřic a Obřan, částí města Brna, se nachází na železniční trati Brno – Havlíčkův Brod a překonává řeku Svitavu a dvě místní komunikace, ulici Obřanskou a Mlýnské nábřeží. Na tišnovské straně na něj navazuje Obřanský tunel. Postaven byl na začátku 50. let 20. století.

## Historie
Obřanský viadukt o délce 140 m a výšce 10,5 m nad hladinou Svitavy se nachází v oblouku nové trati mezi Brnem a Havlíčkovým Brodem, o jejíž stavbě bylo rozhodnuto v roce 1938. Betonový most byl postaven podle projektu M. Tenka z Projekční ústředny ČSD z roku 1949. Společně s oběma opěrami je obložen opracovanými kamennými kvádry. Jeho dvě klenby jsou tvořeny prostými segmentovými oblouky, u spodní části jediného pilíře se nacházejí dva prázdné sokly, kam měly být podle původních plánů umístěny plastiky. Doprava na trati byla slavnostně zahájena 20. prosince 1953.